# Heterixalus rutenbergi
Espèce
Synonymes
- Hyperolius rutenbergi Boettger, 1881

Statut de conservation UICN

 LC  : Préoccupation mineure
Heterixalus rutenbergi est une espèce d'amphibiens de la famille des Hyperoliidae.

## Répartition et habitat
Cette espèce est endémique de Madagascar. Elle se rencontre entre 1 200 et 1 500 m d'altitude dans le plateau central de l'île,.
Elle vit dans les prairies et marais de haute altitude.

## Étymologie
Cette espèce est nommée en l'honneur de Diedrich Christian Rutenberg (1851-1878).

## Publication originale
- Boettger, 1881 : Diagnoses reptilium et batrachiorum novorum ab ill. Dr. Christ. Rutenberg in insula Madagascar collectorum. Zoologischer Anzeiger, vol. 4, p. 46-48 (texte intégral).